# Dead Island
Dead Island je postapokalyptická hororová akční hra na hrdiny od polského studia Techland a vydaná německým studiem Deep Silver pro platformy Microsoft Windows, OS X, Linux, PlayStation 3 a Xbox 360. 
Celá hra se soustředí na úkol přežít v otevřeném světě infikovaném zombiemi s důrazem na kontaktní souboje. Dead Island byl původně představen na herním veletrhu E3 2006, ale oficiálně byl vydán až v roce 2011. V Severní Americe byl uveden 6. září 2011, 9. září 2011 v PAL regionech a 20. září 2011 v Japonsku.
Samostatné pokračování Dead Island: Riptide se představilo roku 2013, vedlejší hra Escape Dead Island byla představena 18. listopadu 2014. 
Pokračování Dead Island 2 vyšlo v dubnu 2023.